# William Bull (Vizegouverneur)
William Bull (geb. vor 1816; gest. nach 1826) war ein US-amerikanischer Politiker. Zwischen 1824 und 1826 war er Vizegouverneur des Bundesstaates South Carolina.

## Leben
Über William Bull gibt es kaum verwertbare Quellen. Während der Kolonialzeit gab es zwei Personen mit dem gleichen Namen, die königliche Gouverneure bzw. Vizegouverneure waren. Dass der spätere Vizegouverneur mit diesen verwandt war, ist denkbar, aber nicht belegt. Bei Find A Grave wird ein William Bull erwähnt, der zwischen 1789 und 1838 in South Carolina lebte und von seinen Dienstboten ermordet wurde. Ein Bezug zu dem hier behandelten Vizegouverneur wird nicht erwähnt, ist aber ebenfalls denkbar.
Sicher ist: Bull lebte zumindest zeitweise in South Carolina und war Mitglied der einst von Thomas Jefferson gegründeten Demokratisch-Republikanischen Partei. Zwischen 1816 und 1824 saß er als Abgeordneter im Repräsentantenhaus von South Carolina. Im Jahr 1824 wurde er von der South Carolina General Assembly an der Seite von Richard Irvine Manning zum Vizegouverneur seines Staates gewählt. Dieses Amt bekleidete er zwischen dem 3. Dezember 1824 und dem 9. Dezember 1826. Dabei war er Stellvertreter des Gouverneurs und Vorsitzender des Staatssenats. Danach verliert sich seine Spur wieder.